# Демогеронт
Демогеронт (на старогръцки: δημογέρων, pl. δημογερόντες, Demogeront, старейшина) в Древна и Средновековна Гърция е служба на ръководител в страната.
Демогеронтите са избирани от жителите и чрез наследяване на тяхната служба в някои фамилии се получава постепенно статут на провинциални благородници, особено на Пелопонес.
Те се казват също Архонти, Ефори, Герузия, Proestoi, турски Коджа Баши (Kodscha-Baschi).